# Aa paleacea
Lan vỏ trấu (danh pháp hai phần: Aa paleacea) là một loài thực vật có hoa trong họ Lan (Orchidaceae). Loài này được (Kunth) Rchb.f. miêu tả khoa học đầu tiên năm 1854.